# Redwan
Redwan (auch Ridwan oder Ridvan) war ein Ort im Osmanischen Reich (im Gebiet Garzan, südlich von Siirt in der heutigen Türkei), der von Jesiden bewohnt wurde.

## Alternativer Name
Der amerikanische Missionar Henry A. Homes gab im 19. Jahrhundert den Namen „Yezidi Khan“ als einen anderen Namen für Redwan an.

## Geschichte
Redwan war im 19. Jahrhundert für kurze Zeit ein autonomes jesidisches Fürstentum, zuerst regierte der jesidische Fürst Mirza Agha über das Gebiet und zuletzt Seid Beg. Auch eine Burg und ein Fluss in der Region wurden als Redwan bezeichnet.

## Bevölkerung
Der Ort wurde hauptsächlich von Jesiden bewohnt, aber auch einige hundert Armenier wohnten dort. Der Fürst Mirza Agha baute für die christlichen armenischen Mitbewohner eine Kirche in Redwan.